# Ahmed Sékou Touré
Pour les articles homonymes, voir Sékou Touré et Touré.
Ahmed Sékou Touré (), né le 9 janvier 1922 à Faranah (Guinée) et mort le 26 mars 1984 à Cleveland (États-Unis), est un panafricain et homme d'État guinéen.
Il est le premier président de la république de Guinée, assurant cette fonction de l'indépendance du pays, en octobre 1958, à sa mort.

## Biographie

### Enfance, éducation et débuts
Ahmed Sékou Touré est membre de l'aristocratie de l’ethnie soninké, et mandingue et a pour grand-mère maternelle Bagbè Ramata Touré, l'une des filles de l'Almamy Samory Touré (1830-1900). Ce dernier a résisté à la colonisation française en Afrique de l’Ouest, jusqu'à sa capture en 1898 à Guélémou dans la région de Biankouma dans l'ouest de l'actuelle Côte d'Ivoire. Ahmed Sékou Touré est le fils d'Alpha Touré, un boucher soninké, d’origine soudanaise (Mali actuel) et d’Aminata Fadiga. De confession musulmane, il fréquente d'abord l'école coranique avant d'aller à l'école française. Il étudie au lycée technique Georges-Poiret de Conakry, d'où il est renvoyé à l'âge de 15 ans pour avoir mené une protestation contre la nourriture servie à l'école.
Durant sa jeunesse, Sékou Touré étudie les travaux des philosophes communistes, en particulier ceux de Karl Marx et de Lénine.

## Avant l’indépendance
Avant l'indépendance, Sékou Touré travaille pour les services postaux (PTT) mais il est bloqué dans son ascension professionnelle et ne peut accéder aux postes de responsabilité auxquels il aspire. Il reste donc simple responsable des postes, mais s'investit dans le syndicalisme en devenant un des meneurs de la jeune génération guinéenne. En 1945, il devient le secrétaire général du syndicat des postiers, le premier syndicat fondé en Guinée (les syndicats étaient interdits dans les colonies françaises jusqu'en 1944), puis contribue à organiser l'Union des syndicats confédérés de Guinée (USCG), affilié à la CGT, dont il est élu secrétaire général. Il participe en 1947 à la fondation du Parti démocratique guinéen, antenne locale du Rassemblement démocratique africain (RDA), parti agissant pour la décolonisation de l'Afrique. 
Il est l'un des dirigeants du RDA, travaillant étroitement avec son futur rival, l'Ivoirien Félix Houphouët-Boigny, qui devint en 1960 le président de la Côte d'Ivoire. Il accepte en dépit de ses réticences la décision de Houphouët-Boigny de rompre avec les communistes et d'abandonner la lutte pour l'indépendance immédiate afin de se rapprocher du gouvernement français.
Il échoue à conquérir un siège à l'Assemblée nationale française lors des élections législatives de 1951 et 1954 (ce dernier scrutin, de l'aveu du ministre de la France d’outre-mer Robert Buron, a été « honteusement truqué pour provoquer l’élimination de Sékou Touré »). Il est élu maire de Conakry en 1955, puis député lors de sa troisième participation en 1956, sous la bannière du RDA, positions qu'il utilise pour lancer des critiques pointues au pouvoir colonial. Il siège cependant au sein du groupe parlementaire du RDA-UDSR et appartient ainsi de facto à la majorité gouvernementale. Il se lie d’amitié avec François Mitterrand, l'un des principaux dirigeants de l'UDSR et futur président de la République française. En 1957, il organise l'Union générale des travailleurs d'Afrique noire, une centrale syndicale commune pour l'Afrique-Occidentale française.
Après la Seconde Guerre mondiale, la France est en pleine discussion sur la décolonisation de ses colonies d'Afrique. Lors de la visite du 25 août 1958 effectuée à Conakry par le général de Gaulle pour défendre son projet de Communauté française, Sekou Touré défend une « entité multinationale composée d’États libres et égaux » et déclare qu'il votera « oui » au référendum seulement si le texte est amendé afin de reconnaître aux peuples le « droit à l'indépendance ». Cet incident lui vaut une solide rancune du général De Gaulle qui, mal informé de la situation en Guinée, ne s'attendait pas à être reçu avec un discours aussi offensif. En 1958, plus d'un million de Guinéens votent « Non » au référendum proposé par De Gaulle. Seuls 57 000 ont voté « Oui ». Avec cette décision, les Guinéens choisissent l'indépendance totale, qu'ils obtiennent le 2 octobre 1958, avec Sékou Touré à la tête du pays. La Guinée est la seule des colonies africaines de la France à voter pour l'indépendance immédiate tandis que le reste de l'Afrique francophone choisit l'indépendance deux ans plus tard, en 1960. Le président De Gaulle réagit en ordonnant aux fonctionnaires et techniciens français de quitter immédiatement la Guinée, ce qui suscite un certain nombre de difficultés pour le jeune État guinéen. Les colons français emportent avec eux tout leur matériel de valeur, rapatrient les archives souveraines françaises et, surtout, les liens économiques sont rompus,. Malgré les difficultés, Sékou Touré affirme « préférer la liberté dans la pauvreté que la richesse dans l’esclavage ».

## Premier président de la république de Guinée

### Début de la gouvernance
Après l'indépendance de la Guinée obtenue le 2 octobre 1958, le président ghanéen Kwame Nkrumah délègue à Conakry le 7 octobre 1958 deux de ses proches collaborateurs, Quashigan et le docteur Saleh Sinar, pour présenter à Sékou Touré les vœux personnels du Ghana. S'ensuit le Liberia voisin qui félicite et reconnaît  la Guinée, le 2 octobre, avant une officialisation le 13 octobre par le parlement libérien. Sékou Touré a effectué son premier déplacement à l'étranger à Monrovia, au Liberia, du 17 au 20 novembre 1958 et a rencontré le président William Tubman. Il a déclaré : « Nous étions une colonie et la France exploitait nos richesses. Maintenant, nous sommes un pays indépendant. Si le Liberia désire s'associer à nous pour l'exploitation des richesses de la Guinée, ce sera un honneur pour nous puisque cela ne peut être qu'au profit des peuples guinéen et libérien ». Cela permet aux deux pays de conclure un accord pour exporter le minerai de fer du mont Nimba par le port de Buchanan, mais l'accord ne sera pas mis en œuvre à cause de l'évolution politique dans les deux pays et le fait qu'Ismaël Touré, le frère du président guinéen, préconise la construction du chemin de fer trans-guinéen.
Le 4 novembre 1958, c'est le tour de la Sierra Leone, un autre pays voisin, de reconnaître la souveraineté internationale de la Guinée. Ce dernier envoie une mission de bonne volonté à Freetown, et Sékou Touré s'y rendra en décembre 1960 avec l'accord de l'Angleterre, la puissance coloniale. Il noue de bonnes relations avec le Premier ministre Milton Margaï, qu'il va recevoir en Guinée en janvier et en mars 1962.
Il arrive le 20 novembre 1958 à Accra, où un accueil triomphal lui est réservé par le président Kwame Nkrumah, qu'il connaît depuis quelques années déjà. Nkrumah a mis à la disposition de Sékou Touré un quadrimoteur Heron de Ghana Airways pour ses déplacements. Une partie des entretiens qu'il tient avec Nkrumah est consacrée à la candidature de la Guinée aux Nations unies, souhaitant que le Ghana la parraine. À l'issue de trois jours d'entretiens, ils procèdent le 23 novembre, devant tout le corps diplomatique, à la signature de deux accords. En vertu du premier de ces textes, le Ghana accorde à la Guinée, sur ses réserves propres, un prêt de 10 millions de livres sterling et se déclare prêt à lui fournir une assistance technique et administrative. Le second accord, la création de l'Union Ghana-Guinée. À cette fin, ils décident d'adopter un drapeau de l'Union et d'harmoniser la diplomatie, la défense et la politique économique des deux pays ; l'étape suivante devrait être l'adoption d'une constitution. Les deux hommes lancent un appel à tous les gouvernements indépendants d'Afrique et à tous les leaders des peuples encore colonisés, afin qu'ils soutiennent leur initiative et se joignent à l'Union. Le 28 novembre, Sékou Touré présente lui-même cet accord à l'Assemblée nationale guinéenne, qui l'approuve à l'unanimité.
Du 23 avril au 9 mai 1959, le président Kwame Nkrumah est à son tour accueilli officiellement en Guinée. Pendant quelques jours, Sékou et son hôte visitent le Fouta-Djalon, et Sékou Touré déclare que « lorsque nous disons aux Européens de quitter l'Afrique, nous nous adressons à ceux qui voudraient y maintenir ou y rétablir un gouvernement ou un régime colonial, mais non pas aux autres ». En présence de Nkrumah, Sékou Touré annonce l'adoption prochaine d'un plan triennal, axé sur la production agricole. Le 2 mai, les deux leaders confirment leur décision de créer l'Union Ghana-Guinée, mais proposent de la transformer en une Union des États indépendants d'Afrique. Nkrumah devait alors repartir chez lui, mais il décide de rester quelques jours de plus en Guinée ; ainsi, ils se rendent ensemble sur la tombe de l'érudit et marabout guinéen Chérif Fanta Madi à Kankan, puis à Kindia, où ils visitent l'Institut des fruits et agrumes tropicaux et à Fria, où ils inspectent les travaux de la mine de bauxite et de l'usine d'alumine. Finalement, Nkrumah quitte la Guinée le 9 mai, après avoir encore assisté à une réunion du Bureau politique,.

### Planification et répression politique
Le début de la présidence de Sékou Touré est marqué par une politique marxiste, avec la nationalisation des entreprises étrangères et une économie fortement planifiée. Sékou Touré remporte le Prix Lénine pour la paix en 1961 à Moscou en Union soviétique. La France mène alors une guerre économique contre son ancienne colonie, les services secrets français vont notamment répandre de faux francs guinéens pour déstabiliser l'économie guinéenne. Ses premières actions pour expulser les Français et s'approprier les richesses et terres agricoles irritent de nombreux acteurs puissants, mais l'échec de son gouvernement à fournir des capacités économiques ou des droits démocratiques les irrite encore plus.
Alors qu'il est encore admiré dans beaucoup de pays en Afrique et par le mouvement panafricain, de nombreux Guinéens, des militants de gauche et de droite en Europe deviennent très critiques envers le régime de Sékou Touré en particulier quant à son échec à instituer une véritable démocratie.
Dans les années 1960, il est le premier chef d'État africain à se rendre en visite officielle en république populaire de Chine, qui apporte des aides financières à la Guinée.

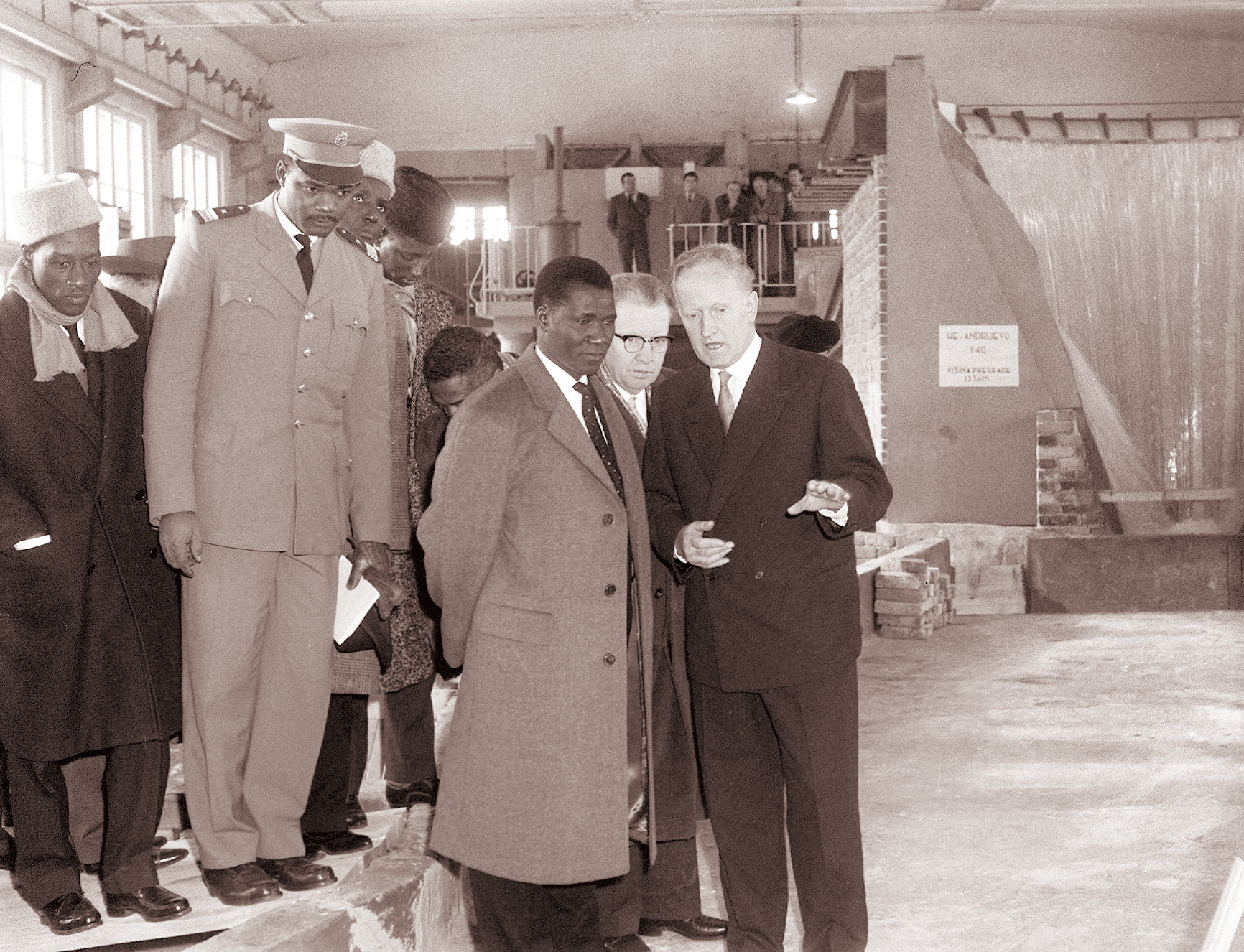
En visite en Yougoslavie en 1961.

Au fil du temps, le pouvoir de Sékou Touré conduit à l'arrestation de nombreux opposants politiques présumés,,,. Selon Amnesty International, quelque 50 000 personnes auraient été assassinées sous le régime de Sékou Touré, de 1958 à 1984[réf. souhaitée]. En plein cœur de la capitale Conakry, le Camp Boiro dirigé par Siaka Touré, le frère du président, reste le symbole de cette répression violente où, selon une estimation, 5 000 personnes sont exécutées parfois après des tortures dénoncées alors par Amnesty International. À travers la police secrète et les exécutions dans les camps de détention, Sékou Touré fait régner sur le pays un régime de terreur, contraignant des milliers de Guinéens à fuir la répression. Des dizaines de milliers de dissidents et intellectuels guinéens fuient le pays vers les pays voisins. Figurent notamment parmi les prisonniers politiques du camp Boiro, le diplomate Diallo Telli. Premier secrétaire général de l'Organisation de l'unité africaine (OUA) et artisan de l'intégration de la Guinée au sein de l'ONU dès son accession à l'indépendance en octobre 1958, il sera accusé, après son retour au pays, de complot politique et emprisonné en juillet 1976. Malgré les différentes médiations des chefs d'États africains dont le Sénégalais Leopold Sédar Senghor pour sa libération, rien ne bouge. Il décède le 1er mars 1977 en détention. Le mari de l'écrivaine Nadine Bari, également, est enlevé et torturé en 1972 ; elle mène des recherches durant 20 ans pour découvrir ce qui lui est arrivé, tout en écrivant de nombreux livres sur le régime de Sékou Touré et la Guinée.

« Ne faites pas ce que j'ai fait. J'ai tué tous les cadres de la Guinée et tous mes amis. »

— Confidences de Sékou Touré faite à Balla Keïta, ancien ministre ivoirien et relatée par Maïmouna Bâ Maréga, auteure des Mémoires d'une rescapée de la dictature de Sékou Touré - Nouvelles éditions ivoiriennes-CEDA, 2018, Abidjan,  
Dans le livre de Kaba Camara Dans la Guinée de Sékou Touré, cela a bien eu lieu est écrit : « Une liste de 12 000 cadres avait été dressée depuis 1959 et tous ces gens fichés ont disparu entre fin octobre 1971 et fin août 1972 ».
Dans la nuit du 21 au 22 novembre 1970, des militaires portugais débarquent sur le territoire guinéen pour libérer des ressortissants portugais emprisonnés par le Parti africain pour l'indépendance de la Guinée et du Cap-Vert (PAIGC), le mouvement indépendantiste de la Guinée-Bissau d'Amílcar Cabral, et en profiter pour renverser Ahmed Sékou Touré, qui soutient militairement et politiquement le PAIGC. L'échec du second objectif de cette opération, dénommée « Mer verte », va entraîner une répression sans précédent dans le pays, touchant l'ensemble de la société guinéenne. Selon André Lewin, ancien ambassadeur de France en Guinée et artisan de la réconciliation franco-guinéenne, les services secrets de l'Allemagne de l'Est, la Stasi, ont préparé un faux document accusant les Allemands de l'Ouest d'être impliqués dans le débarquement.
Le 24 juillet 1972, Sékou Touré reçoit le président ivoirien Félix Houphouët-Boigny à Faranah, lors d'une visite discrète en compagnie de leurs épouses respectives.

### Rupture avec la France et défense du panafricanisme
De 1965 à 1975, Ahmed Sékou Touré rompt toutes ses relations diplomatiques avec la France, l'ancienne puissance coloniale, qu'il accuse de vouloir le renverser. Les frictions entre la France et la Guinée sont fréquentes. Prétextant des complots soutenus par les autorités françaises et par ses deux voisins, la Côte d'Ivoire et le Sénégal, Ahmed Sékou Touré répond par une répression contre l'opposition. Craignant une intervention militaire de l'ancienne puissance colonisatrice, le chef d'État se rapproche du camp socialiste, bénéficiant ainsi d'aides chinoises et soviétiques. Sékou Touré estime que l'Afrique a perdu beaucoup pendant la colonisation. Par conséquent, elle devrait couper les liens avec les anciens pays coloniaux. En 1978, le président de la République française, Valéry Giscard d'Estaing, a effectué une visite officielle en Guinée, marquant ainsi la réconciliation entre les deux pays après plusieurs années de brouilles diplomatiques. Tout au long de son différend avec la France, la Guinée a maintenu de bonnes relations avec plusieurs pays communistes notamment la Chine populaire de Mao Zedong, l'URSS et la Tchécoslovaquie. Cependant, l'attitude de Sékou Touré envers la France est généralement mal accueillie par certains pays africains, notamment la Côte d'Ivoire et le Sénégal qui finiront par rompre leurs relations diplomatiques avec la Guinée. Cela n'entachera pas pour autant la popularité de Sékou Touré auprès des dirigeants anticolonialistes et panafricains.
Maurice Robert, chef du secteur Afrique au Service de documentation extérieure et de contre-espionnage (SDECE) de 1958 à 1968, explique que : « Nous devions déstabiliser Sékou Touré, le rendre vulnérable, impopulaire et faciliter la prise du pouvoir par l'opposition. Une opération de cette envergure comporte plusieurs phases : le recueil et l'analyse des renseignements, l'élaboration d’un plan d'action à partir de ces renseignements, l'étude et la mise en place des moyens logistiques, l'adoption de mesures pour la réalisation du plan. Avec l'aide d’exilés guinéens réfugiés au Sénégal, nous avons aussi organisé des maquis d'opposition dans le Fouta-Djalon. L'encadrement était assuré par des experts français en opérations clandestines. Nous avons armé et entraîné ces opposants guinéens pour qu'ils développent un climat d'insécurité en Guinée et, si possible, qu'ils renversent Sékou Touré. Parmi ces actions de déstabilisation, je peux citer l'opération Persil, par exemple, qui a consisté à introduire dans le pays une grande quantité de faux billets de banque guinéens dans le but de déséquilibrer l’économie. »

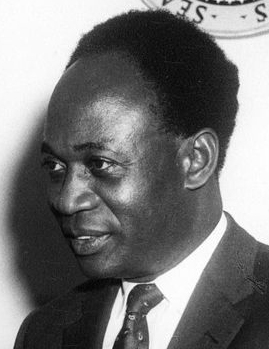
Kwame Nkrumah. Il était l'un des dirigeants proches de Touré, mais sa relation avec Touré après son renversement s'est détériorée.

Ses principaux alliés dans la région sont les présidents du Ghana Kwame Nkrumah et du Mali Modibo Keïta. Après le renversement de Kwame Nkrumah le 24 février 1966 par le général Joseph Ankrah, Sékou Touré lui offre refuge en Guinée et lui propose d'être coprésident de la République, ce qu'il refuse. En tant que figure du mouvement panafricaniste, il s'en prend toujours aux anciennes puissances coloniales, et se lie d'amitié avec des militants afro-américains comme Malcolm X et Stokely Carmichael, à qui il offre l'asile. Sékou Touré, avec Nkrumah, contribue à la formation du Parti révolutionnaire du peuple africain (All-African People's Revolutionary Party) et aide les guérilleros du Parti africain pour l'indépendance de la Guinée et du Cap-Vert (PAIGC) dans leur lutte contre le colonialisme portugais en Guinée portugaise.
Sékou Touré apporte un soutien financier à l'ANC de Nelson Mandela lors de la tournée africaine de celui-ci en 1962. Nelson Mandela arrive à Conakry le 12 avril 1962 et, dans ses mémoires Un long chemin vers la liberté, il écrit avoir été déçu par le président Sékou Touré, qui le recevra avec Oliver Tambo. À la suite de sa demande de soutien au mouvement de libération Umkhonto we Sizwe, Sékou Touré leur fait un discours et leur donne ses livres et des francs guinéens qui n'avaient aucune valeur hors du pays. À sa sortie de prison en février 1990, Nelson Mandela visitera tous les pays qui l'avaient soutenu sauf la Guinée Conakry.

### Relations avec la France
L'indépendance de la Guinée démarre sur un conflit de séparation avec la France. En 1958, Sékou Touré refuse de poursuivre un pacte post-colonialiste avec la France, un non-alignement qui froissera le général Charles de Gaulle jusqu'à la fin de son mandat. Le 25 août 1958, après des visites triomphales à Madagascar, au Congo et en Côte d'Ivoire pour défendre son programme de Communauté franco-africaine, le général de Gaulle est froidement reçu à Conakry par Sékou Touré, alors vice-président du conseil de Guinée, qui déclare dans son discours : « Nous préférons la pauvreté dans la liberté à la richesse dans l’esclavage ». À quoi de Gaulle rétorque : « L’indépendance est à la disposition de la Guinée [...] la métropole en tirera, bien sûr, des conséquences »,.
Le 28 septembre 1958, la Guinée Conakry vote massivement « Non » à la proposition de Communauté du général de Gaulle. En conséquence, la Guinée obtient son indépendance le 2 octobre 1958 avec Ahmed Sékou Touré comme président. Si certains hauts fonctionnaires français plaident en faveur de négociations avec le nouvel État, le général de Gaulle, encore échaudé par l'affront reçu à Conakry, refuse toute conciliation. L’administrateur colonial Paul Masson se souviendra lors de l'écriture de ses mémoires avoir été vertement accueilli par le général : « Mais laissez-le donc, Sékou Touré, bouffer ses bananes et ses cacahuètes. » Le jour même du vote, un commando de parachutistes est déployé pour récupérer les billets émis par la Banque de France, plusieurs milliards de francs CFA. Les financements à destination de la Guinée sont immédiatement annulés et les fonctionnaires français rapatriés. L'objectif du gouvernement français, tel que mentionné dans des télégrammes diplomatiques secrets est de « placer la Guinée en situation de demanderesse » et de « se servir de cette arme très réelle pour amener autant que possible la Guinée à la résipiscence. » Le haut commissaire colonial Pierre Messmer fait intercepter à Abidjan quatre mille tonnes de riz destinées à réapprovisionner les stocks guinéens, quasiment vides. La France tente également, mais sans succès, de retarder l'admission de la Guinée aux Nations unies. 
Les liens diplomatiques sont complètement rompus en 1965. Pendant cette période de froid, les diplomates français passent par les organes diplomatiques italiens pour communiquer avec leurs homologues guinéens. Les années 1970 et l'arrivée de Georges Pompidou sont synonymes d'apaisement entre les deux pays, le nouveau président français ne souhaitant pas s'ingérer dans les affaires guinéennes. L'arrivée de Valéry Giscard d'Estaing au palais de l'Élysée signe la reprise des relations diplomatiques, avec en juillet 1975 la nomination d'André Lewin en tant que premier ambassadeur français à Conakry. Giscard d'Estaing se rend en visite officielle à Conakry en décembre 1978, et en septembre 1982, Sékou Touré se rend à son tour à Paris pour y rencontrer le président François Mitterrand.
Selon Pierre Messmer dans le tome II de ses mémoires (1998), durant l'année 1959-1960, les services français menés par Jacques Foccart ont organisé une tentative de renversement du gouvernement Touré en collaboration avec le Sénégal et la Côte d'Ivoire, tentative déjouée par Sékou Touré. En 1983, après 25 ans de conflits, Sékou Touré invite Jacques Foccart à le rencontrer à Conakry, les deux hommes s'expliquent sur le passé, et se mettent d'accord pour poursuivre leur relation devenue cordiale.

### Adoption du libéralisme économique

Ahmed Sékou Touré en 1982.

Les relations avec les États-Unis fluctuent au cours du règne de Sékou Touré. Celui-ci est impressionné par l'approche de l'administration Eisenhower en Afrique, et il affirme que John Fitzgerald Kennedy est son « seul ami véritable dans le monde extérieur ». Il est impressionné par l'intérêt que porte Kennedy au développement de l'Afrique et son engagement pour les droits civils aux États-Unis. Sékou Touré blâme les ingérences soviétiques lors des troubles survenus en 1962 et se tourne donc vers les États-Unis. Ses relations avec les États-Unis se détériorent après la mort de Kennedy, quand une délégation guinéenne est emprisonnée au Ghana, après le renversement de Nkrumah. Sékou Touré condamne Washington. Il craint que la CIA ne complote contre son propre régime. Une fois le rapprochement de la Guinée avec la France entamé dans les années 1970, ses soutiens marxistes commencent à s'opposer à la tendance croissante de son gouvernement à la libéralisation capitaliste. En 1977, les protestations contre la politique économique de Touré, qui réprimait le commerce non autorisé, ont déclenché des émeutes au cours desquelles trois gouverneurs régionaux ont été tués. Touré a répondu en assouplissant les restrictions sur le commerce, en offrant l'amnistie aux exilés (dont des milliers sont revenus) et en libérant des centaines de prisonniers politiques. Les relations avec le bloc soviétique se sont refroidies alors que Touré cherchait à augmenter l'aide occidentale et les investissements privés pour l'économie en difficulté de la Guinée. En 1978, il renonce officiellement au marxisme et rétablit le commerce avec l'Occident.
Des élections à liste unique ont eu lieu en 1980 pour élire les représentants de l’Assemblée nationale. Sékou Touré est réélu sans opposition à un quatrième mandat de sept ans comme président le 9 mai 1982. Une nouvelle constitution est aussi adoptée. L’été suivant, Sékou Touré se rend aux États-Unis dans le cadre d'une inversion de sa politique économique, en quête d'investissements occidentaux pour développer les immenses ressources minérales de la Guinée, admettant que sa politique marxiste avait échoué. En 1983, il annonce une certaine libéralisation économique dont la commercialisation des produits par les commerçants privés.

### Développement culturel
Afin de ranimer l'identité guinéenne, Sékou Touré mise sur la promotion de la culture nationale : « Notre musique doit s'élever d'un monde qui l'a corrompue au travers de la domination coloniale et affirmer les pleins droits du peuple ». Les orchestres privés sont dissous et les musiciens deviennent des fonctionnaires. Le label Syliphone, régie d'état créée en 1967, produit 150 références jusqu'à sa disparition en 1983.

## Mort et fin du régime
Le 20 mars 1984, après de nombreux déplacements pour l'organisation du 20e sommet de l'organisation de l'unité africaine, il conclut le congrès des syndicats de la Communauté économique des États de l'Afrique de l'Ouest (CEDEAO) en déclarant « Je resterai syndicaliste jusqu’à ma mort ». Quelques heures plus tard, il est pris de forts malaises. Des médecins marocains affrétés par le roi Hassan II diagnostiquent de sérieux problèmes cardiaques. Le 24 mars, des cardiologues américains diagnostiquent un anévrisme de l'aorte. L'Arabie saoudite dépêche aussitôt un avion médicalisé pour l'emmener à Cleveland aux États-Unis pour des soins appropriés. 
Le 26 mars 1984, le Premier ministre Louis Lansana Béavogui annonce à la télévision nationale guinéenne le décès à 15 h 23 du président Ahmed Sékou Touré à Cleveland lors d'une opération de chirurgie cardiaque. Sa dépouille est rapatriée le 28 mars et exposée pendant deux jours au palais présidentiel. Plusieurs chefs d'États, dont Félix Houphouët-Boigny, feront le déplacement pour lui rendre un dernier hommage. Parmi eux, le vice-président des États-Unis George Bush. Ahmed Sékou Toure est inhumé le 30 mars au mausolée de Camayenne dans le quartier de Dixinn à Conakry.    
Le Premier ministre Louis Lansana Beavogui devient président par intérim, en attendant des élections présidentielles qui devaient avoir lieu dans les quarante-cinq jours selon la Constitution. Cependant, des dissensions éclatent entre les cadres du Parti démocratique de Guinée (PDG) après la mort du président Ahmed Sékou Touré. Le 3 avril 1984, soit une semaine après le décès du président, les forces armées décident de prendre le pouvoir en dénonçant les dernières années du régime comme une dictature. La Constitution est suspendue, l'assemblée nationale est dissoute ainsi que le parti unique. Les proches de Sékou Touré et des officiels sont emprisonnés à Kindia. Le plus gradé de l'armée guinéenne, le colonel Lansana Conté, prend la tête du comité militaire de redressement national (CMRN) le 5 avril 1984. Comme première mesure de bonne intention, environ 1 000 prisonniers politiques et de droit commun sont libérés du camp Boiro, qui est aussitôt fermé par les nouvelles autorités.  

### Profanation de la tombe de Sékou Touré
Le 14 juillet 2020, sa tombe est profanée par un inconnu. Selon un militant du Parti démocratique de Guinée qui s'est rendu sur les lieux, l'individu a mis le feu au drapeau tricolore qui se trouvait sur la tombe. Puis il a commencé à verser du liquide dans la sépulture de l'ancien président. Le lendemain, sa veuve, Hadja Andrée Touré, déplore l'acte de profanation. Elle précise que le mausolée appartient à son clan mais qu'il est abandonné sans sécurité ; elle envisage d'embaucher du personnel de sécurité dédié,,,.

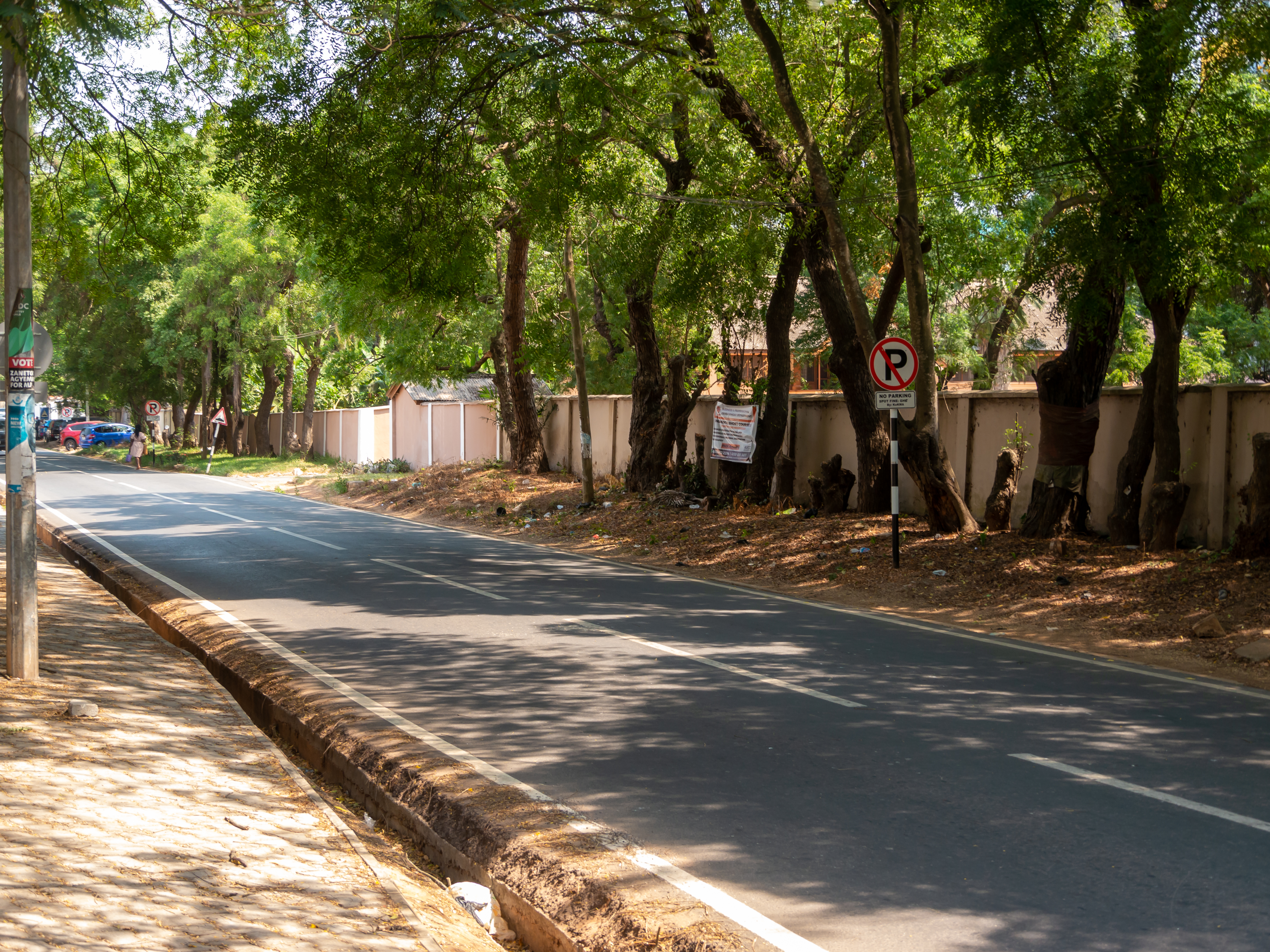
Rue Sekou-Touré à North Ridge, dans la région du Grand Accra.

## Hommages
- 16 décembre 2021 : l'aéroport international de Conakry est rebaptisé aéroport international Ahmed-Sékou-Touré[50] par sous la présidence du colonel Mamadi Doumbouya.
- Palais Sékhoutouréya, palais présidentiel de la Guinée ;
- Sékou Touré Street à Accra au Ghana ;
- Avenue Sékou-Touré à Cotonou au Bénin.

## Publications

### Œuvres
- L'Afrique en marche, tome X, réédité aux éditions Harmattan Guinée ;
- Révolution et religion, tome XXVI, réédité aux éditions Harmattan Guinée ;
- Conférences hebdomadaires du Parti démocratique de Guinée, tome IX, réédité aux éditions Harmattan Guinée ;
- La Planification économique, tome V, réédité aux éditions Harmattan Guinée ;
- L'Agression portugaise contre la république de Guinée, réédité aux éditions Harmattan Guinée ;
- Exigences du développement, tome XXVIII, réédité aux éditions Harmattan Guinée[51] ;
- L'Afrique en marche, colloque idéologique international de Conakry (13-16 novembre 1978), réédité aux éditions Harmattan Guinée[52] ;
- L'Afrique et la révolution, tome XIII, réédité aux éditions Harmattan Guinée ;
- Plan septennal 1964-1971, tome XIV, réédité aux éditions Harmattan Guinée ;
- La Révolution et la Guerre de classes, réédité aux éditions Harmattan Guinée ;
- L'Action politique du Parti démocratique de Guinée en faveur de l'émancipation de la jeunesse guinéenne, tome VIII, réédité aux éditions Harmattan Guinée ;
- Expérience guinéenne et unité africaine, réédité aux éditions Harmattan Guinée ;
- Séminaire de formation idéologique de 1971-1972, promotion Kwame Nkrumah , réédité aux éditions Harmattan Guinée ;
- Stratégie et tactique de la révolution, tome XXI, réédité aux éditions Harmattan Guinée[53] ;
- Qualifier le pouvoir populaire, tome XXII, réédité aux éditions Harmattan Guinée ;
- Apprendre, Savoir pouvoir, tome XI, réédité aux éditions Harmattan Guinée ;
- Le Pouvoir populaire, tome XVI, réédité aux éditions Harmattan Guinée ;
- La Négritude et la cinquième colonne, réédité aux éditions Harmattan Guinée ;
- Technique de la révolution, tome XVIII, réédité aux éditions Harmattan Guinée ;
- Concevoir, analyser, réaliser, tome XII, réédité aux éditions Harmattan Guinée ;
- Défendre la révolution, tome XV, réédité aux éditions Harmattan Guinée ;
- Des États-Unis d'Afrique, tome XXV, réédité aux éditions Harmattan Guinée[54] ;
- Informer et former pour transformer, tome XXIII, rééditer aux éditions Harmattan Guinée ;
- La Révolution culturelle, tome XVII, réédité aux éditions Harmattan Guinée[55] ;
- Le Combat syndical, tome XXIX, réédité aux éditions Harmattan Guinée ;
- Le Plan quinquennal, 1981-1985, tome XXVII, réédité aux éditions Harmattan Guinée ;
- La Lutte du Parti démocratique de Guinée pour l'émancipation africaine, réédité aux éditions Harmattan Guinée ;
- Pour une économie populaire et révolutionnaire, tome XX, réédité aux éditions Harmattan Guinée ;
- Unité nationale, réédité aux éditions Harmattan Guinée[56].

### Poèmes
- Recueil de poèmes, réédité aux éditions Harmattan Guinée ;

### Entretiens
- Entretiens du président Ahmed Sékou Touré avec la délégation de l'Institut national des études politiques et stratégiques du Nigéria[57]

### Discours
- À propos du Sahara occidental, Intervention du président Ahmed Sékou Touré devant le 17e sommet de l'OUA, 3 juillet 1980 à Freetown[58] ;

## Prix et récompenses
- Prix Lénine pour la paix, 1960[6]
- Grand croix de l'ordre du Mérite de la Guinée
- Grand croix de la Légion d'honneur (France)[6]

## Culture
- Une chanson populaire célébrant la généalogie de Sékou Touré, chantée par le griot Jeli-Kaba, le compare à un cheval de jeune marchand en référence à la fougue et à l'endurance des chevaux des dioula, les marchands malinkés[59].
- L'artiste malien Salif Keïta dans sa chanson Mandjou, chante les louages de Sékou Touré pour l'avoir accepté tel qu'il est[60].
- Le groupe guinéen de jazz Bembeya Jazz, dans l'une de leur chanson, Regard sur le passé, rend, en 1969, un hommage à Sékou Touré pour sa bravoure et pour avoir libéré la Guinée de la colonisation française[61].

## Vie privée
Il s'est marié avec Andrée Touré (1953-1984) et est le père de deux enfants, Aminata et Mohamed (d).

## Galerie

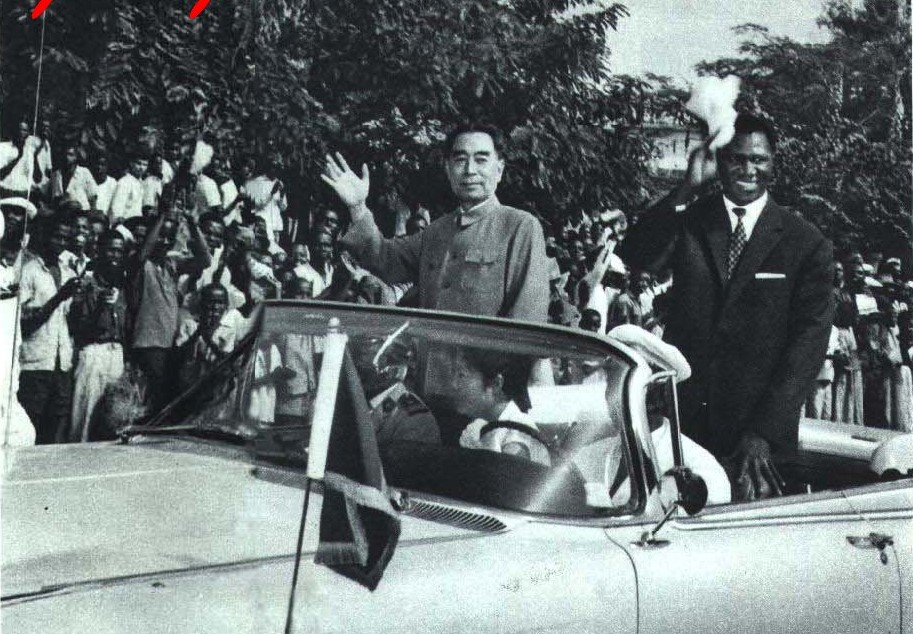
Zhou Enlai en Guinée en 1964.
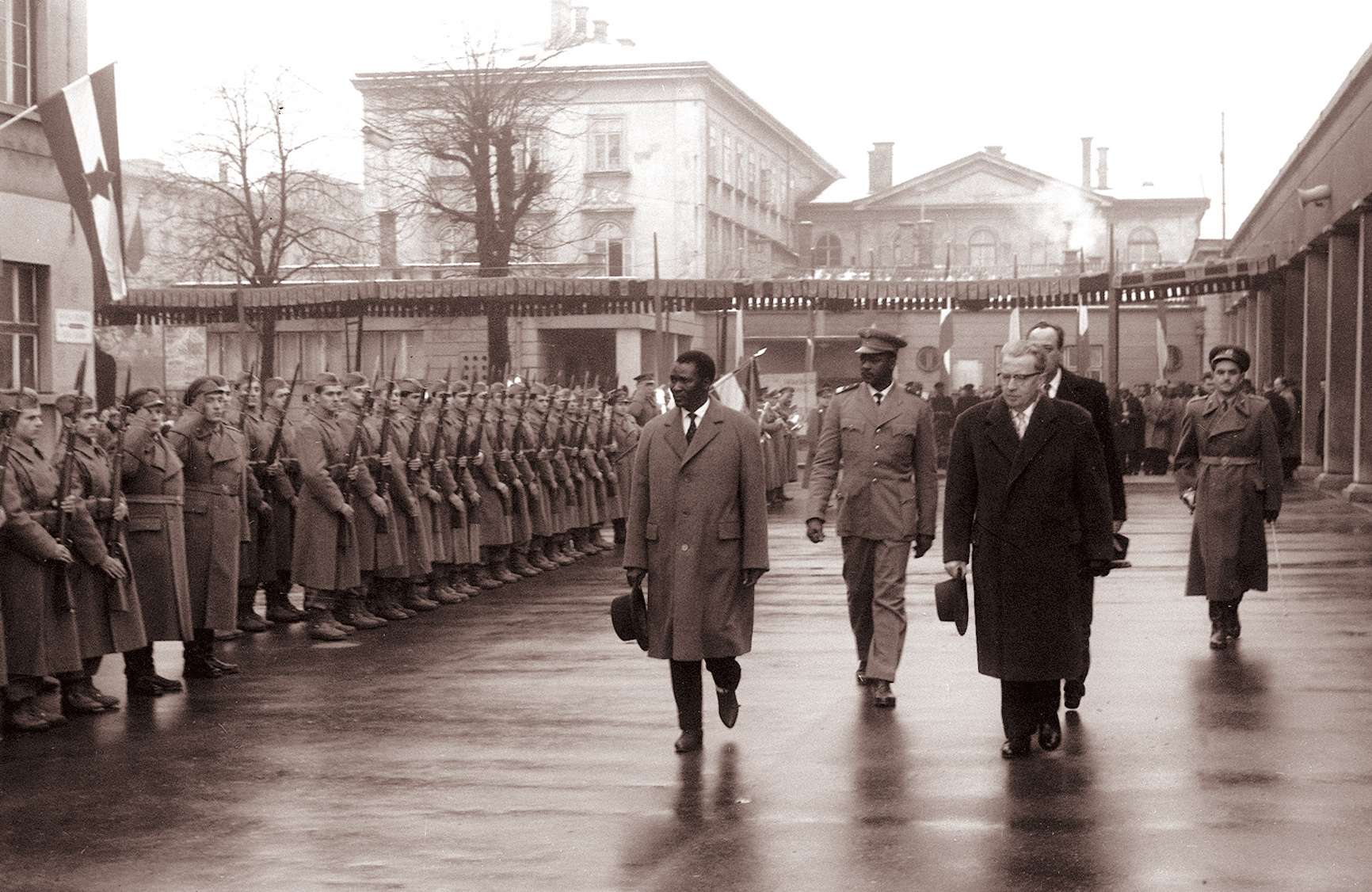
Ahmed Sékou Touré à Ljubljana (Slovenie) en 1961.
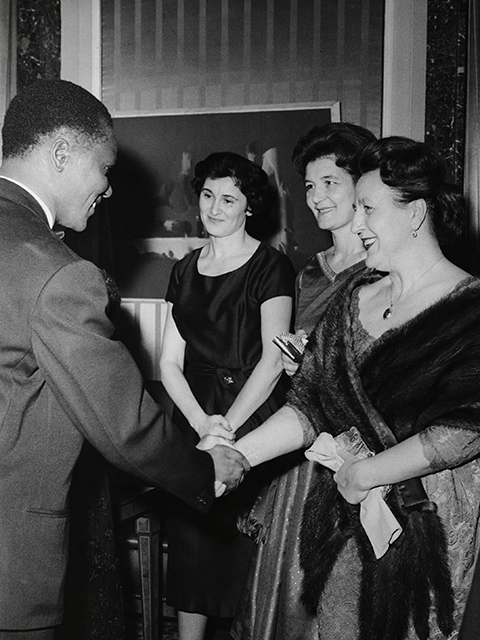
Visite du président guinéen en Yougoslavie.
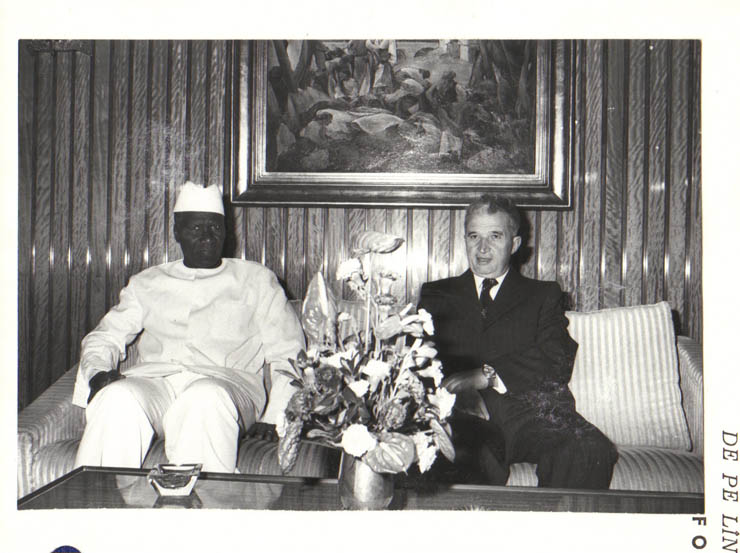
Ahmed Sékou Touré avec le président Nicolae Ceaușescu de la Roumanie.
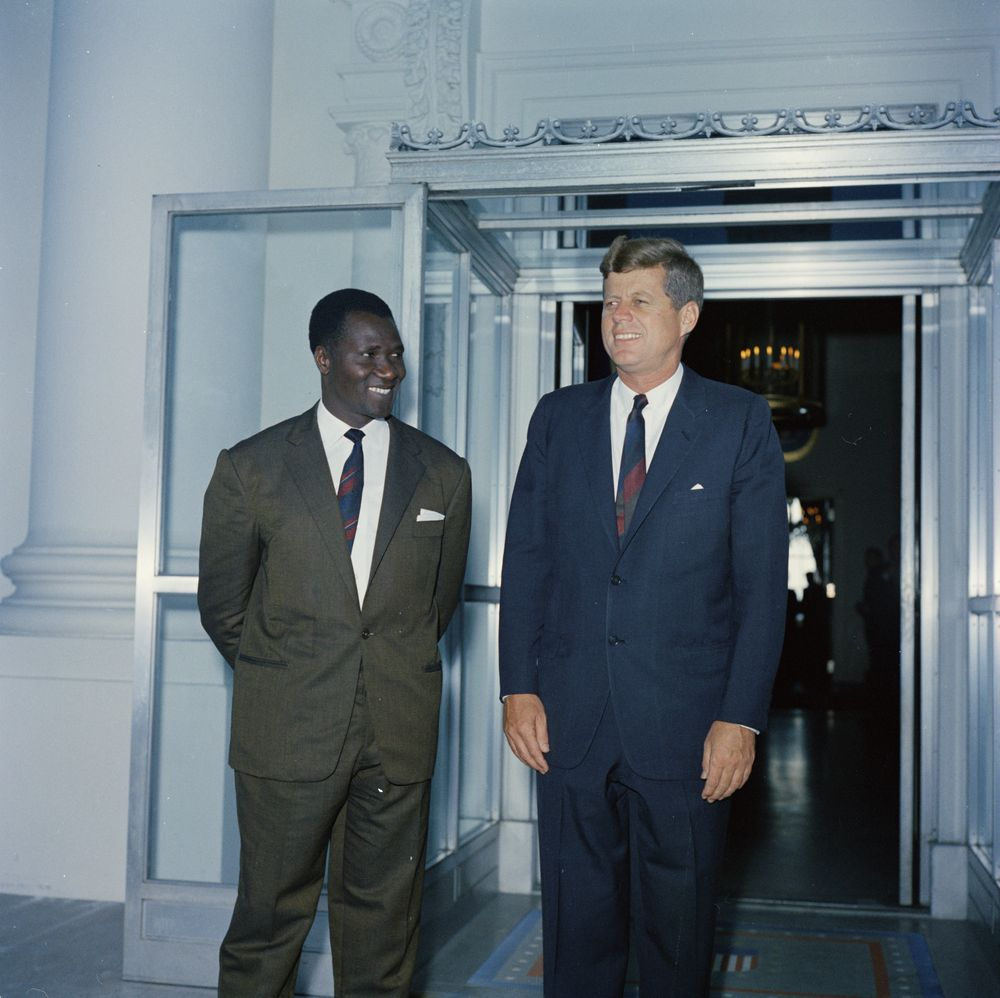
John Fitzgerald Kennedy avec Ahmed Sékou Touré à la Maison-Blanche en 1962.
Jimmy Carter accueille le président Ahmed Sekou Touré devant la Maison-Blanche en 1979.
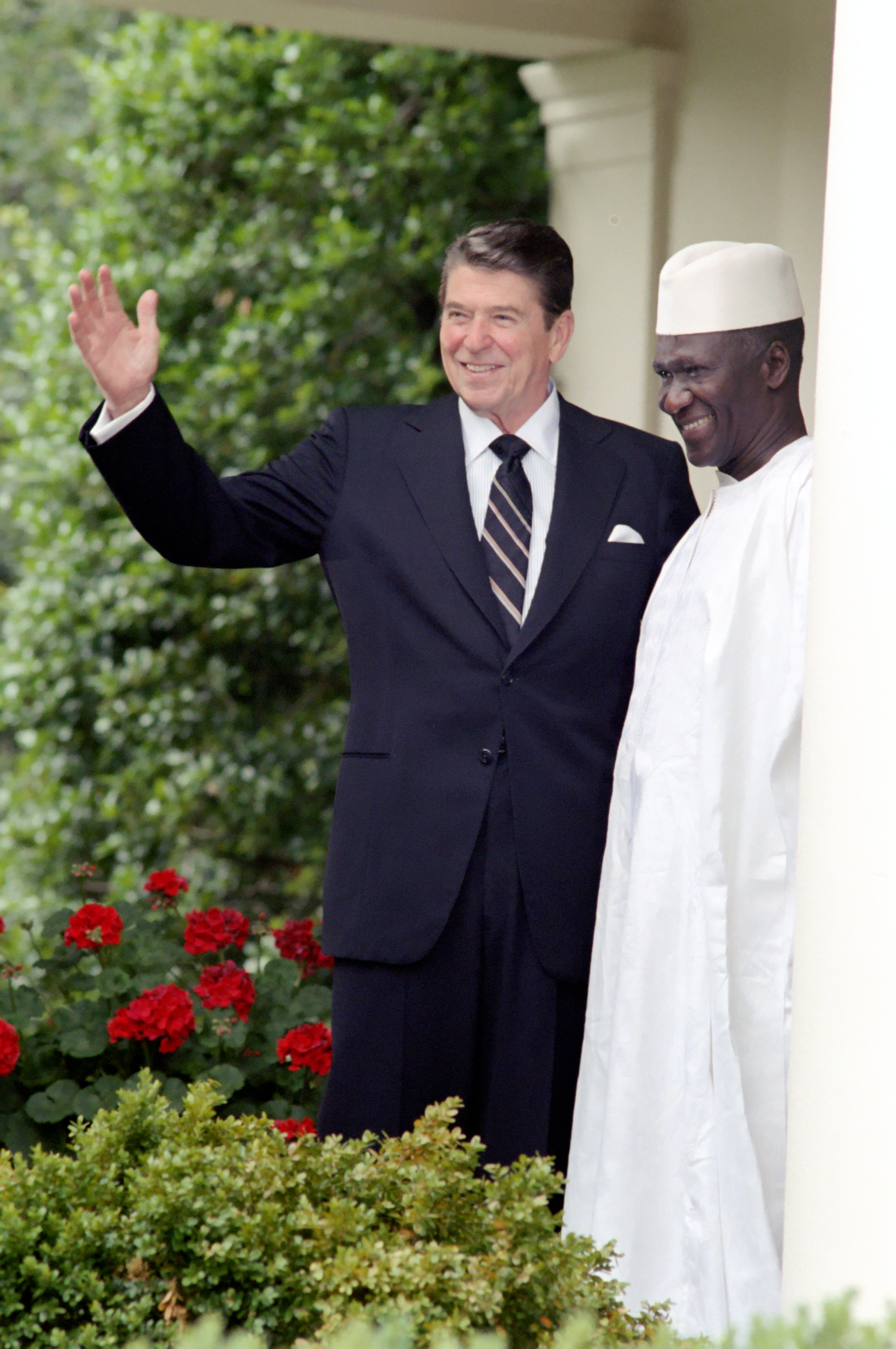
Ronald Reagan avec Ahmed Sékou Touré à la Maison-Blanche en 1982.